# Aphthona franzi
Aphthona franzi es un coleóptero de la familia Chrysomelidae. Fue descrita científicamente por primera vez en 1944 por Heikertinger.